# 1926 en santé et médecine
| Années de la santé et de la médecine : 1923 - 1924 - 1925 - 1926 - 1927 - 1928 - 1929    |
| Décennies de la santé et de la médecine : 1890 - 1900 - 1910 - 1920 - 1930 - 1940 - 1950 |

Cet article présente les faits marquants de l'année 1926 en santé et médecine.

## Événements
- Wilhelm Roehl (de), élève de Paul Ehrlich, introduit la plasmoquine[1],[2], médicament antipaludéen dérivé de la quinoléine, synthétisé par Werner Schulemann (de).
- George Minot et William Murphy démontrent que des extraits de foie sous forme de compléments alimentaires sont susceptibles de corriger certaines anémies, extraits dont il se révélera qu'ils contiennent le facteur extrinsèque, c'est-à-dire la vitamine B12[3].

## Naissances
- 16 mai : Robert Lifton, psychiatre américain.
- 9 juin : Emanuel Friedman, gynécologue-obstétricien américain.
- 30 novembre : 
  - Priscilla Kincaid-Smith (morte en 2015), néphrologue australienne.
  - Andrew Schally, endocrinologue polonais naturalisé américain.

## Décès
- 21 janvier : Camillo Golgi (né en 1843), médecin italien, lauréat avec Santiago Ramón y Cajal du prix Nobel de médecine en 1906.
- 13 juin : Joseph Teissier (né en 1851), médecin français.
- Émile Leredde (né en 1866 et mort à la fin de 1926), dermatologue français.